# Jagdstaffel 5
A Jagdstaffel 5, também conhecida por Jasta 5, foi uma esquadra de aeronaves da Luftstreitkräfte que combateu na Primeira Guerra Mundial. Com a impressionante marca de 253 vitórias, de todas as Jastas, a Jasta 5 foi a terceira com mais aeronaves inimigas abatidas. Ao longo da sua existência, perdeu 19 pilotos em combates, 3 em acidentes, 8 feridos em combate, um ferido num acidente e dois feitos prisioneiros de guerra.

## Aeronaves
- Albatros D.II[3]
- Albatros D.III
- Albatros D.V
- Fokker D.VII
- Fokker Dr.I
- Pfalz D.XII